# Apogon posterofasciatus
 Apogon posterofasciatus és una espècie de peix de la família dels apogònids i de l'ordre dels perciformes.

## Hàbitat
És una espècie marina que viu entre els 18 i els 37 metres de fondària.

## Distribució geogràfica
Es troba a l'oest del Pacífic central.